# Noachis Terra

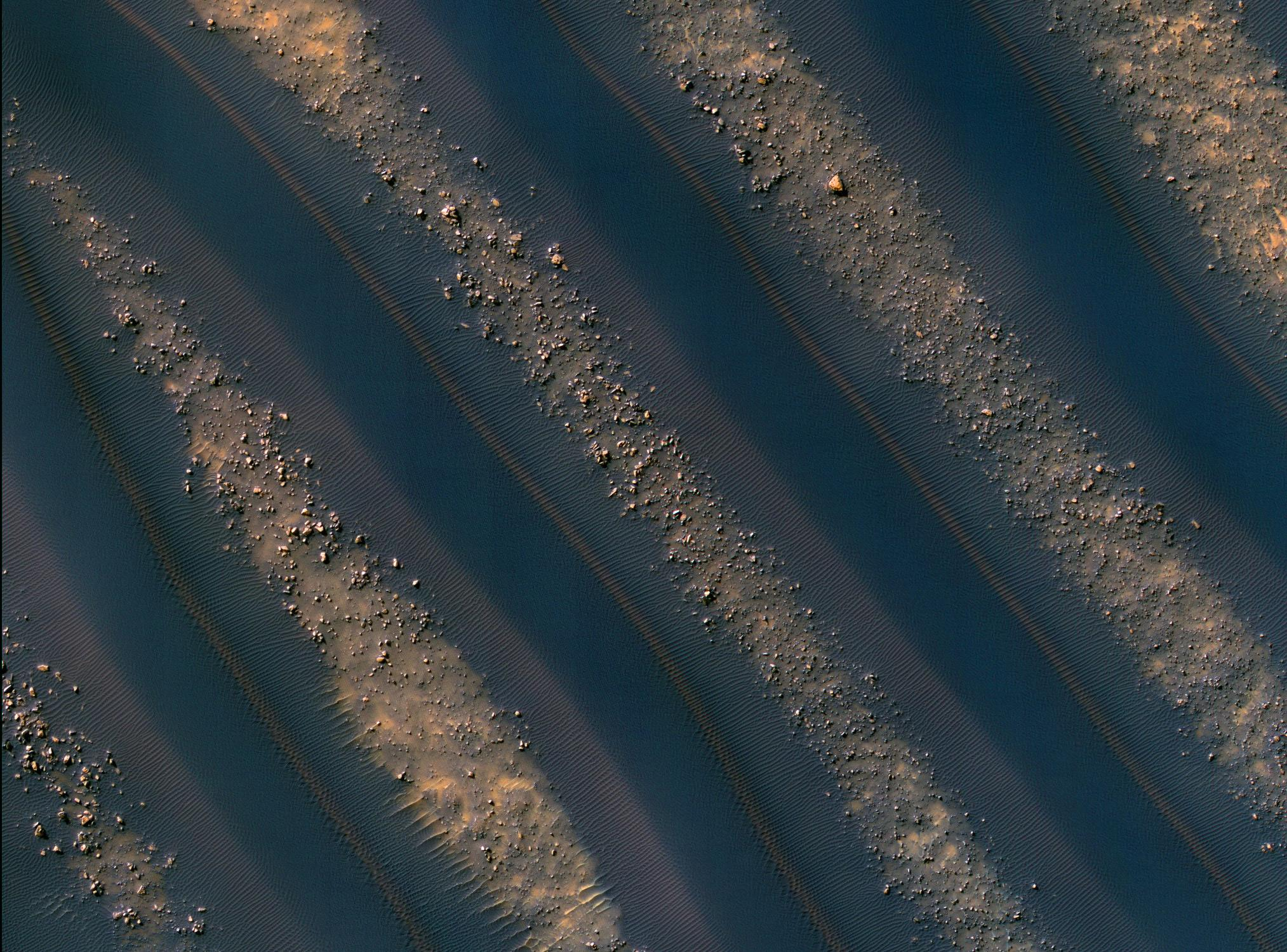
Duny v oblasti Noachis Terra

Noachis Terra (nazváno po Noemovi) je název jedné z pojmenovaných oblastí (terrae) na planetě Mars. Nachází se západně od velké impaktní pánve Hellas Planitia. Podle Noachis Terra je pojmenováno jedno z geologických období Marsu, Noachian.